# Semenovia dasycarpa
Semenovia dasycarpa är en flockblommig växtart som först beskrevs av Eduard August von Regel och Johannes Theodor Schmalhausen, och fick sitt nu gällande namn av Jevgenij Korovin och Czerepan. Semenovia dasycarpa ingår i släktet Semenovia och familjen flockblommiga växter. Inga underarter finns listade i Catalogue of Life.